# Баклан тихоокеанський
Баклан тихоокеанський (Phalacrocorax urile) — вид сулоподібних птахів родини бакланових (Phalacrocoracidae).

## Поширення
Вид поширений в північній частині Тихого океану від Хоккайдо (Японія), на Курильських та Командорських островах (Росія), на схід до Алеутських островів та південної Аляски (США). Населяє скелясте узбережжя та острови. За оцінками, чисельність глобальної популяції становить понад 200000 птахів.

## Опис
Великий баклан завдовжки 71–89 см, розмахом крил до 122 см, вагою від 1644 до 2552 грамів. Оперення повністю чорне. Спина має зеленуватий відблиск. У період розмноження на голові та боках шиї з'являються пучки пір'я. Дзьоб на кінчику чорний, з боків жовтуватий і в напрямку до голови стає світло-сірим, біля основи має синю пляму.